# عصام خلف
عصام عبد الله خلف (مواليد 1956 في المنامة بالبحرين) مهندس وسياسي بحريني. شغل منصب وزير الأشغال وشئون البلديات والتخطيط العمراني خلال الفترة 6 ديسمبر 2014 حتى 13 يونيو 2022 

## السيرة الذاتية
حصل على شهادة البكالوريوس في الهندسة المدنية من جامعة تكساس في أوستن بالولايات المتحدة في عام 1978 ثم حصل الماجستير في هندسة النقل والمواصلات من جامعة فرجينيا بالولايات المتحدة في عام 1981 ثم حصل على دبلوم الإدارة التنفيذية من جامعة البحرين في عام 1985.
عمل في وزارة الأشغال كرئيس قسم هندسة المرور من 1986 إلى 1989 حيث ترق إلى وظيفة رئيس دائرة هندسة المرور والتخطيط المروري من 1989 إلى 1992 حيث ترقى إلى وظيفة مدير إدارة الطرق من 1992 إلى 2002 ثم ترقى إلى الوكيل المساعد للطرق والمجاري من 2002 إلى 2005 ثم ترقى إلى الوكيل المساعد للطرق من 2005 إلى 2010. في نوفمبر 2010 تم تعيينه وزيرا للأشغال وفي 6 ديسمبر 2014 تم تعيينه وزيرا للأشغال وشئون البلديات والتخطيط العمراني وأستمر في المنصب حتى 13 يونيو 2022

## الأوسمة
- وسام الشيخ عيسى بن سلمان من الدرجة الرابعة في 2001.